# طريق الوادي (فلم)
طريق الوادي فيلم سينمائي سعودي تشويقي من بطولة نايف خلف، وأسيل عمران، ومن تأليف وإخراج خالد فهد. بدأ عرضه في صالات السينما في 6 يوليو 2023 بعد عرضه في عدة مهرجانات سينمائية منها: مهرجان مالمو السينمائي، ومهرجان البحر الأحمر السينمائي الدولي.

## القصة
بعد أن هجرت أخته منزلهم للدراسة، وهي التي كانت تحيطه بالقبول والمحبّة؛ يقرر والد علي اصطحابه في رحلة إلى الوادي صوب معالجٍ شعبي، ليخلّصه من وصمة النقص المتمثّلة في إعاقته. وبينما يتوه علي في الرحلة عن والده، يكتشف مستعينًا بالتجلّد والصلابة، أن هذه الرحلة تخبّئ له الكثير من التحدّيات التي يمكن مع تجاوزها أن يهزم إعاقته.

## الطاقم
- نايف خلف
- أسيل عمران
- حمد فرحان
- شيماء طيب
- محمد الشهري
- نغم المالكي
- راشد مدهش
- منصور آش
- مطلق مطر
- سعيد صالح
- ريان الأحمري
- هاشم الهوساوي
- سعد المدهش
- محمد هلال
- علي الأحمري
- فرح التميمي
- أيان عادل
- سيف ناصر.[5]

## روابط خارجية
- مقالات تستعمل روابط فنية بلا صلة مع ويكي بيانات